# The Crimson Horror
"The Crimson Horror" (intitulado "O Horror de Crimson" no Brasil) é o décimo primeiro episódio da sétima temporada da série de ficção científica britânica Doctor Who, transmitido originalmente através da BBC One em 4 de maio de 2013. Foi escrito por Mark Gatiss e dirigido por Saul Metzstein. Marca o 100.º episódio desde o retorno da série em 2005.
Ambientando em Yorkshire em 1893, o episódio apresenta as detetives da era vitoriana Madame Vastra (Neve McIntosh), Jenny Flint (Catrin Stewart) e seu mordomo alienígena Strax (Dan Starkey), que tentam encontrar o  alienígena viajante do tempo conhecido como o Doutor (Matt Smith) e sua acompanhante Clara Oswald (Jenna-Louise Coleman) para impedir uma conspiração da Sra. Gillyflower (Diana Rigg), que deseja começar um novo mundo exterminando toda a humanidade, exceto uma comunidade que ela considera "perfeita".
O episódio foi a terceira aparição de Vastra, Jenny e Strax — informalmente chamados de "Paternoster Gang" — e foi concebido como um pseudo-spinoff dos personagens. Também incluiu inúmeras homenagens em tom ao trabalho de Rigg no programa britânico Os Vingadores, especificamente referenciando a personagem dela, Emma Peel. Foi assistido por 6,47 milhões de espectadores no Reino Unido e recebeu críticas geralmente positivas.

## Enredo

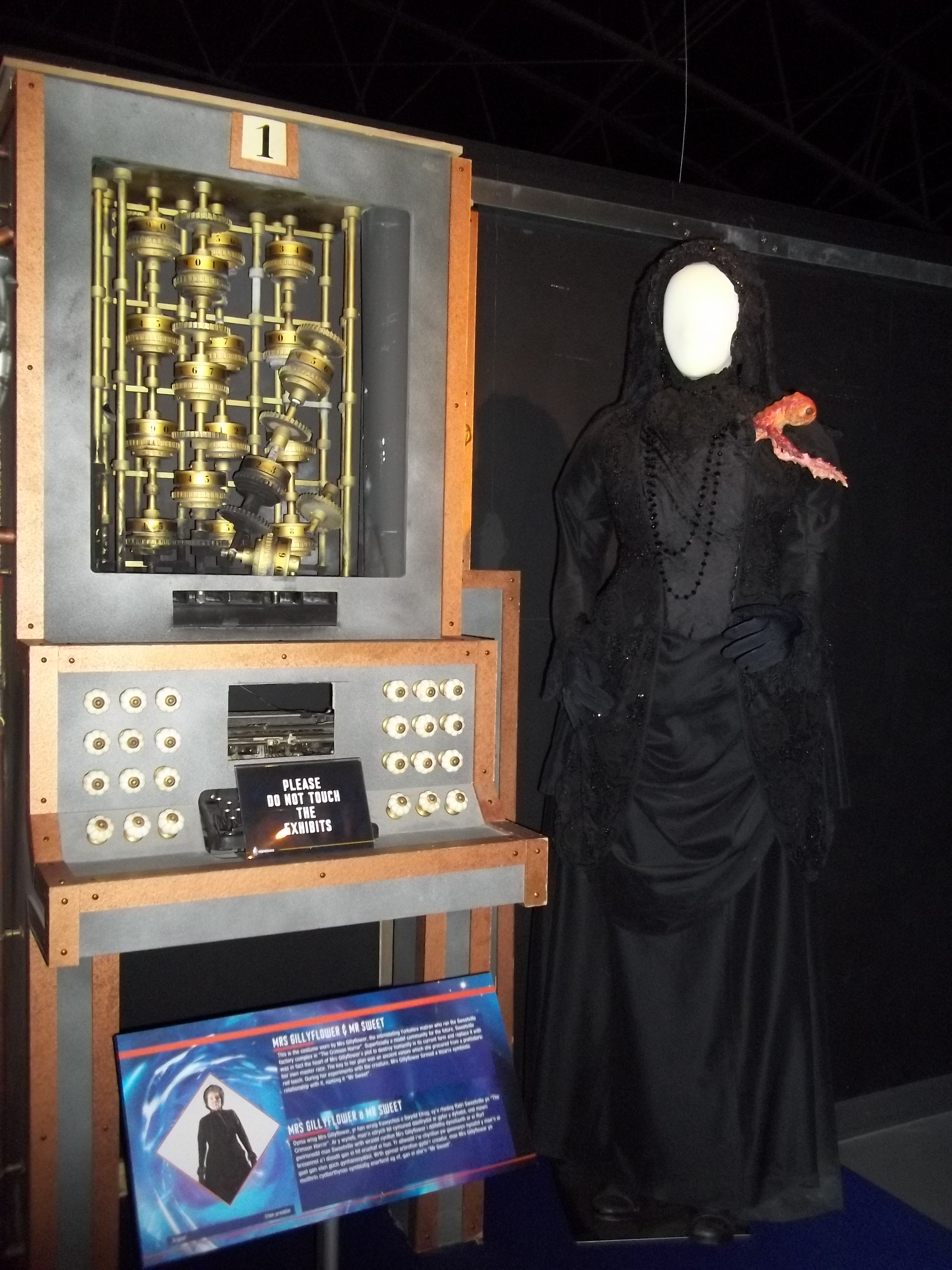
O traje da Sra. Gillyflower, o Sr. Sweet e os controles para lançar o foguete, em exposição na Doctor Who Experience

Em 1893, a siluriana Madame Vastra, sua esposa humana Jenny Flint e seu mordomo sontariano Strax são convidados a investigar uma misteriosa causa de morte conhecida como "horror carmesim", cujas vítimas são encontradas jogadas no canal com a pele vermelha brilhante. A última vítima, Edmund, tem a imagem do Doutor gravada em sua retina. Os três então viajam para Yorkshire, onde Jenny se infiltra em Sweetville, uma comunidade utópica liderada pela química e engenheira Sra. Gillyflower e o nunca visto Sr. Sweet.
Jenny descobre o Doutor acorrentado, com a pele vermelha e uma estatura rígida. Ele a dirige para colocá-lo em uma câmara para reverter o processo e uma vez restaurado, explica que ele e Clara também estavam investigando o horror carmesim. Os dois se infiltraram em Sweetville, mas descobriram que deveriam ser preservados para sobreviver a um apocalipse. O processo não funcionou nele porque não era humano e ele foi salvo de ser destruído por Gillyflower quando sua filha cega Ada o escondeu. O Doutor posteriormente encontra Clara e também reverte o processo nela.
Enquanto isso, Vastra reconhece que Sweetville está usando o veneno de uma sanguessuga vermelha pré-histórica que seu povo conhecia. O Doutor e Clara confrontam a Sra. Gillyflower, que revela que planeja lançar um foguete para espalhar a substância pelo mundo; todos na Terra morrerão, exceto as pessoas que vivem em sua comunidade, que o reabitarão para fazer um mundo melhor. "Sr. Sweet" também é revelado como uma sanguessuga vermelha que formou uma relação simbiótica com ela. O Doutor a repreende por fazer experimentos em Ada para acertar a fórmula de preservação e Clara quebra os controles do foguete; no entanto, Gillyflower aponta uma arma para a cabeça de Ada e se dirige para o silo do foguete, que foi disfarçado de chaminé, para alcançar o controle secundário.
Gillyflower lança o foguete, mas Vastra e Jenny já removeram o veneno dele, tornando-o inútil. Strax atira nela para impedi-la de matar os outros, fazendo-a cair do corrimão da escada e morrer, enquanto Ada também mata o Sr. Sweet com sua bengala. Quando Clara retorna para casa, ela descobre que as duas crianças que ela toma conta, Angie e Artie, descobriram fotos de suas viagens ao passado na TARDIS pela internet e a forçam a levá-los em uma viagem com ela.

### Continuidade
Quando o Doutor chega em Yorkshire, ele menciona a Clara que passou muito tempo tentando levar uma "falastrona australiana" para o Aeroporto de Heathrow, uma referência à acompanhante do Quinto Doutor, Tegan Jovanka, e seus esforços para levá-la de volta para lá entre as histórias Four to Doomsday e Time-Flight (1982). Outra referência a Tegan é feita quando o Doutor diz a Clara, "Coração valente, Clara", uma frase que ele costumava usar ao falar com ela.
Na sequência de flashback, o Doutor diz que os ciganos acreditam que a última imagem que uma pessoa morta vê é gravada em sua retina. Isso é semelhante a uma versão que o Quarto Doutor conta à tripulação do Nerva Beacon pouco antes de conectar sua mente ao morto Wirrn em The Ark in Space (1975). Ao chegar em casa, Clara descobre que as crianças que ela cuida encontraram fotos históricas dela de 1974 ("Hide") e 1983 ("Cold War"). Eles também encontram uma foto dela em 1892 como Clara Oswin Oswald/Srta. Montague ("The Snowmen"), que eles presumem ser sua Clara, que não a reconhece.

## Produção

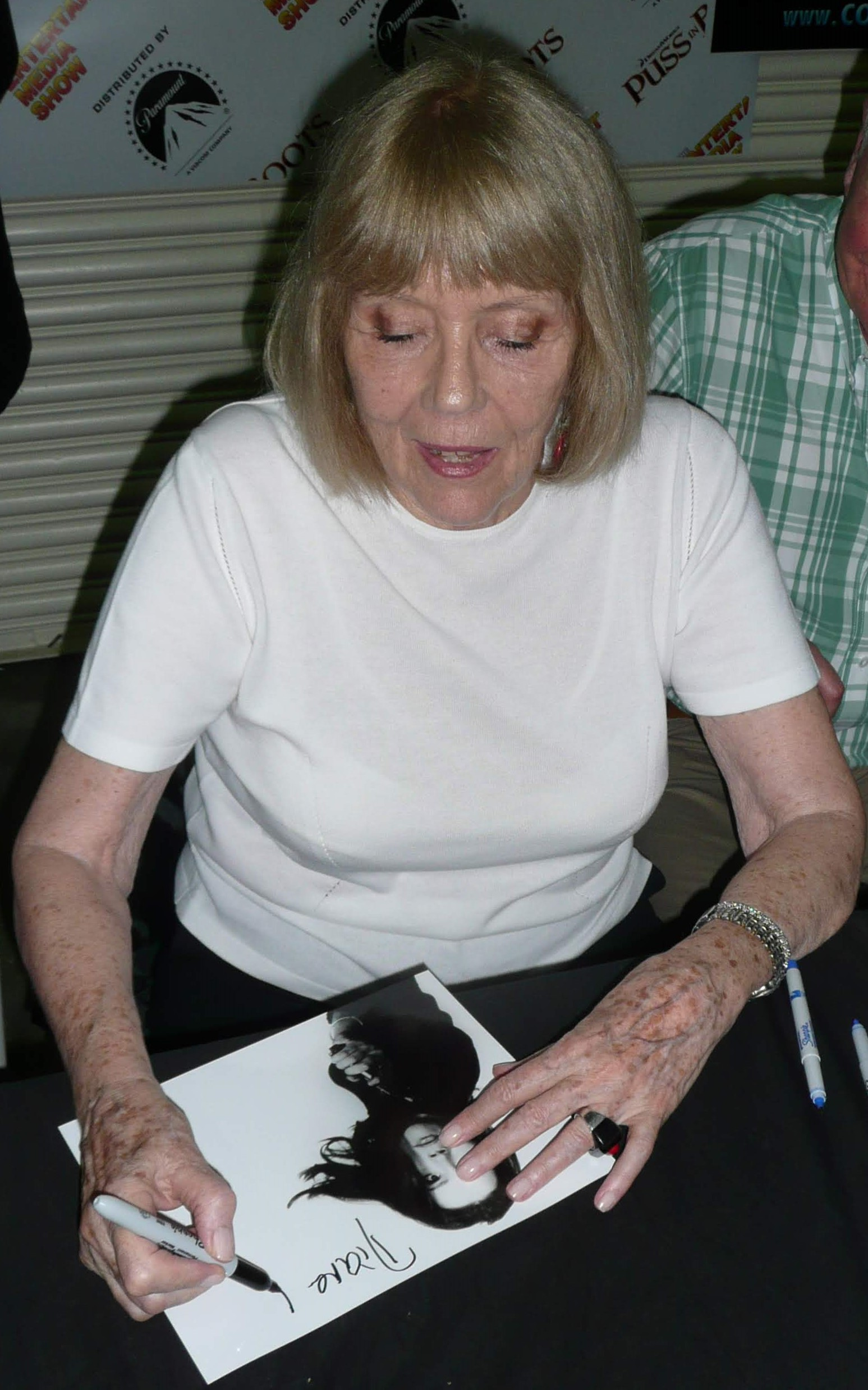
Foi a primeira vez que a atriz Diana Rigg (imagem) contracenou com sua filha, Rachael Stirling.

"The Crimson Horror" viu o retorno de Vastra, Jenny e Strax do episódio "The Snowmen". O produtor executivo e showrunner Steven Moffat disse à Radio Times que a história seria do ponto de vista deles, para o público "vê-los enfrentar um caso próprio e tropeçar no caminho do Doutor, acidentalmente". Moffat planejou escrever o episódio, mas percebeu que não seria capaz e ligou para seu "velho amigo" Mark Gatiss. O argumento inicial foi um "quase-spinoff da Paternoster Gang", apresentando o autor dos livros de Sherlock Holmes, Sir Arthur Conan Doyle. No entanto, quando Gatiss não conseguiu encontrar uma maneira de dar a Doyle um papel significativo o suficiente na história, sua aparição foi cortada. O antagonista do episódio foi originalmente planejado para ser "múmias" que estavam "todas de preto, como viúvas escocesas", inspiradas pelos afetados pela condição da mandíbula de fósforo.
O episódio foi escrito especialmente para Diana Rigg e sua filha Rachael Stirling. Foi a primeira vez que as duas contracenaram juntas. Gatiss havia trabalhado em uma peça com Stirling, que mencionou que ela e Rigg nunca haviam aparecido em algo ao mesmo tempo, então o roteirista se ofereceu para "adaptá-las" em seu episódio de Doctor Who, para o qual ele havia criado a premissa básica. Stirling disse que Gatiss tinha criado "um relacionamento em tela entre Ma e eu que é realmente incrível. Nunca havíamos trabalhado juntas antes porque as ofertas não eram tentadoras, mas quando um roteiro tão engraçado e original surge, você sabe que chegou a hora". Gatiss afirmou que queria escrever um episódio " propriamente do norte" e revelou que Rigg foi capaz de usar seu sotaque nativo de Doncaster pela primeira vez.
A leitura do roteiro de "The Crimson Horror" ocorreu em 28 de junho de 2012, com as filmagens começando em 2 de julho. As gravações ocorreram em Bute Town, Caerphilly e Tonyrefail. As cenas realizadas nas ruas de Sweetville foram filmadas nos estúdios da BBC em Cardiff. O designer de produção Michael Pickwoad enfatizou que a rua tinha que ser "quase perfeita demais" para demonstrar como a influência da Sra. Gillyflower a havia corrompido por dentro.

## Transmissão e recepção
"The Crimson Horror" foi transmitido pela primeira vez no Reino Unido na BBC One em 4 de maio de 2013. Os números preliminares de audiência durante a noite mostraram que foi assistido por 4,61 milhões de espectadores ao vivo. No entanto, a audiência final consolidada subiu para 6,47 milhões de pessoas, tornando-se a história menos assistida da temporada. Recebeu um Índice de Apreciação do público de 85.

### Recepção critica
"The Crimson Horror" recebeu críticas geralmente positivas. Ben Lawrence do The Daily Telegraph classificou-o com cinco de cinco estrelas, escrevendo que "acumulou ideia após ideia, mantendo um ritmo fantástico e alegre e entregando uma história fantasticamente satisfatória". Ele elogiou a maneira como o Doutor e Clara não entraram no episódio por quinze minutos, o que reduziu a quantidade de exposição. O crítico do The Guardian Dan Martin foi positivo em relação à maneira como o episódio brincou com o gênero e a forma, dizendo que "foi tão louco e assustador quanto o show deveria ser sempre". Alasdair Wilkins do The A.V. Club descreveu-o como um "episódio divertido" e "traquina", elogiando a atuação de Stirling e o tom alegre da história. Ele também elogiou suas escolhas estilísticas, gostando ainda da decisão de não ter o Doutor ou Clara aparecendo até mais tarde no episódio.
Patrick Mulkern, da Radio Times, escreveu que tinha "mistério decente, um enredo lógico, uma pitada de exagero, mas talvez o mais gratificante de tudo é que é uma dança macabra". Ele observou que o episódio tinha "mais do que uma pitada de Os Vingadores", estrelado por Rigg. Mark Snow, da IGN, deu a "The Crimson Horror" uma nota 8,7 de 10, chamando-o de "o melhor até agora" da segunda metade da sétima temporada. Ele elogiou o humor e o estilo e comentou: "a ameaça nunca foi realmente iminente, nem a escala foi tão grandiosa ou épica quanto seus predecessores recentes, mas isso também significava que, pela primeira vez, havia história suficiente para caber em um único episódio". O crítico da SFX Magazine Nick Setchfield concedeu quatro de cinco estrelas, descrevendo-o como "suficientemente seguro para valsar direto à beira da paródia e não mais". Enquanto elogiou Rigg, ele disse que Stirling teve "uma atuação de destaque". Graham Kibble-White, da Doctor Who Magazine, também deu uma crítica positiva, chamando-o de "brilhante e sangrento" e "um conto exagerado notavelmente bem contado, no qual cada elemento - incluindo seu nome - irradia uma luminosidade real", descrevendo a história como "um conto completamente perverso cheio de piadas maliciosas".
Morgan Jeffery, do Digital Spy, foi mais negativo, dando ao episódio duas de cinco estrelas. Ele comentou que parecia um "filler" e criticou a personagem de Rigg por ser roteirizada como "uma velha cacarejante exagerada". No entanto, elogiou a profundidade emocional adicionada pela personagem de Stirling e a direção.

## Versão impressa
Uma romantização da história escrita por Mark Gatiss foi publicada em brochura e digitalmente em 11 de março de 2021 como parte da Target Collection. Um audiolivro narrado por Dan Starkey e Catrin Stewart foi lançado no mesmo dia.
Ao escrever a adaptação, Gatiss queria manter o ritmo o mais próximo possível do episódio, adicionando apenas uma cena extra detalhando o primeiro encontro de Jenny com o Doutor. O romance é escrito da perspectiva da Paternoster Gang, com partes narradas por Jenny e Strax. A romantização é dedicada a Diana Rigg, que morreu em setembro de 2020.